# Inspire (Jack Vidgen-album)
Az Inspire című album Jack Vidgen ausztrál énekes második albuma, mely 2012. április 27-én jelent meg a Sony Music Australia kiadónál. A két album között eltelt idő alatt Vidgen hangja észrevehetően mélyült.

## Tartalom
Az "Inspire" album hallgatásakor a hallgató belép egy spirituális birodalomba, ahogyan a 70-es és 80-as évek klasszikusait hallgatja Vidgen feldolgozásában, kinek bátorsága, és énekesi képessége nyilvánvalóvá vált első albumán, valóban inspiráló a hallgató számára.
Ugyanakkor csalódás, hogy Vidgen 11 retro dalt választott albumára, mely alól kivételt képez Beyoncé Knowles "I Was Here" című dala, mely tökéletesen illeszkedik Vidgen mélyebb hangjához, mely bársonyos, és titokzatos.

## Számlista
| #   | Cím                                                  | Hossz |
| --- | ---------------------------------------------------- | ----- |
| 1.  | Man in the Mirror (Michael Jackson dal)              | 4:33  |
| 2.  | What a Wonderful World (Louis Armstrong dal)         | 3:19  |
| 3.  | Lean on Me (Bill Withers dal)                        | 3:43  |
| 4.  | Bridge over Troubled Water (Simon and Garfunkel dal) | 5:15  |
| 5.  | What the World Needs Now (Jackie DeShannon dal)      | 3:21  |
| 6.  | Higher Ground (Stevie Wonder dal)                    | 3:33  |
| 7.  | I'll Be There (The Jackson 5 song)                   | 4:20  |
| 8.  | True Colors (Cyndi Lauper dal)                       | 3:24  |
| 9.  | You're the Inspiration (Chicago song)                | 3:54  |
| 10. | Oh Happy Day (Edwin Hawkins dal)                     | 3:34  |
| 11. | Imagine (John Lennon dal)                            | 4:07  |
| 12. | I Was Here (Beyoncé song)                            | 3:58  |

## Slágerlista
| Chart (2012)                    | Peak position |
| ------------------------------- | ------------- |
| Ausztrália (ARIA Top 50 Albums) | 23            |